# ماركوس يوري غونسالفيس دا سيلفا دي سوزا
ماركوس يوري غونسالفيس دا سيلفا دي سوزا هو لاعب كرة قدم برازيلي في مركز الهجوم، ولد في 28 يونيو 1994 في Teodoro Sampaio ‏ في البرازيل. لعب مع نادي شابيكوينسي.

## وصلات خارجية
- ماركوس يوري غونسالفيس دا سيلفا دي سوزا على موقع قاعدة بيانات كرة القدم.إي يو (الإنجليزية)
- ماركوس يوري غونسالفيس دا سيلفا دي سوزا على موقع ليكيب (الفرنسية)
- ماركوس يوري غونسالفيس دا سيلفا دي سوزا على موقع Soccerway.com (الإنجليزية)